# Ziribega
Ziribega is een plaats (frazione) in de Italiaanse gemeente Valsamoggia, meer specifiek in de municipio Monteveglio van deze laatste.